# Kolín zastávka
Kolín zastávka – przystanek kolejowy w miejscowości Kolín, w kraju środkowoczeskim, w Czechach. Znajduje się na wysokości 200 m n.p.m.
Jest zarządzany przez Správę železnic. Na przystanku nie ma możliwości zakupu biletów, a obsługa podróżnych odbywa się w pociągu.

## Linie kolejowe
- 011 Praha - Kolín